# عضرس
العَضْرَس أو لبلاب حاد الأوراق (الاسم العلمي: Convolvulus oxyphyllus) هو نوع غير مؤكد من النباتات يتبع جنس اللبلاب من الفصيلة اللبلابية وهو نوع من اللَبْلاَب. موطنه الأصلي الجزيرة العربية.قيل انه الخطمي البري المعروف بشحم المرج. قال أبو حنيفه : هو نبت أشهب إلى الخضرة يحتمل الندى احتمال شديد وقيل هو من أجناس الخطمى وقيل هو من ذكور البقل لونه لون البقل فيه ملحة أي بياض وهو أشد البقل كله رطوبة. وفي كتاب الرحلة لابن البيطار : هو نبات تمنشي اللون دقيق الورق في تضاعيفه شبه الشوك دقيق ليس بالحاد وأصله خشبي وزهره إلى الزرقة في شكل القمع طعمه طعم الغاريقون حلاوة يعقبها مرارة يسيرة.